# Verdensmesterskabet i fodbold 2002 - finalen
Finalen om verdensmesterskabet i fodbold 2002 var den 17. finale siden turneringens etablering i 1930. Den blev spillet den 30. juni 2002 foran 69.029 tilskuere på International Stadium i japanske Yokohama, og skulle finde vinderen af VM i fodbold 2002. De deltagende hold var Tyskland og Brasilien. Brasilien vandt kampen med 2-0 på to mål af Ronaldo. Dette var femte gang at brasilianerne blev verdensmestre.
Kampen blev ledet af den italienske dommer Pierluigi Collina.

## Kampen

### Detaljer
| 30. juni 2002 20:00 |

| Tyskland | 0 – 2   | Brasilien          |
| -------- | ------- | ------------------ |
|          | Rapport | 67', 79' Ronaldo · |

| International Stadium, Yokohama Tilskuere: 69.029 Dommer: Pierluigi Collina (Italien) |

| Tyskland | Brasilien |